# Tunari
Tunari est une commune du județ d'Ilfov, dans le sud-est de la Roumanie.

## Démographie
Lors du recensement de 2011, 85,11 % de la population se déclarent roumains et 8,41 % comme roms (0,41 % déclarent une autre appartenance ethnique et 6,05 % ne déclarent pas d'appartenance ethnique).

## Politique
| Parti | Parti                        | Sièges |
| ----- | ---------------------------- | ------ |
|       | Parti national libéral (PNL) | 14     |
|       | Parti social-démocrate (PSD) | 1      |